# Karitsa (Agia)
Karitsa (Grieks: Καρίτσα) is een dorp en een fusiegemeente in de gemeente Agia, Larissa, Thessalië, Griekenland. Vóór de hervorming van de lokale overheid in 2011 (kallikratis) maakte het deel uit van de gemeente Evrymenes. De volkstelling van 2011 registreerde 436 inwoners in het dorp en 536 in de fusiegemeente. De fusiegemeente Karitsa heeft een oppervlakte van 23.241 km².

## Geografie
Het dorp ligt op de oostelijke hellingen van de berg Ossa, en heeft uitzicht op  de Egeïsche zee.

## Bevolking
Volgens de volkstelling van 2011 bedroeg de bevolking van de nederzetting Karitsa 436 mensen, een afname van bijna 17% vergeleken met de bevolking van de vorige volkstelling van 2001.
| Jaar | Inwoners |
| ---- | -------- |
| 2001 | 527      |
| 2011 | 436      |